# Liverpool (album)
Liverpool – album zespołu Frankie Goes to Hollywood z 1986 roku.

## Lista utworów
1. "Warriors of the Wasteland" - 4:58
2. "Rage Hard" - 5:03
3. "Kill the Pain" - 6:16
4. "Maximum Joy" - 5:32
5. "Watching the Wildlife" - 4:18
6. "Lunar Bay" - 5:42
7. "For Heaven's Sake" - 4:29
8. "Is Anybody Out There?" - 7:25
9. "(Don't Lose What's Left) of Your Mind"
10. "Suffragette City"

Utwory "(Don't Lose What's Left) of Your Mind" i "Suffragette City" dostępne są tylko na kompaktowej reedycji albumu.

## Single
- 1986: "Rage Hard"
- 1986: "Warriors of the Wasteland"
- 1987: "Watching the Wildlife"